# Eva Feußner

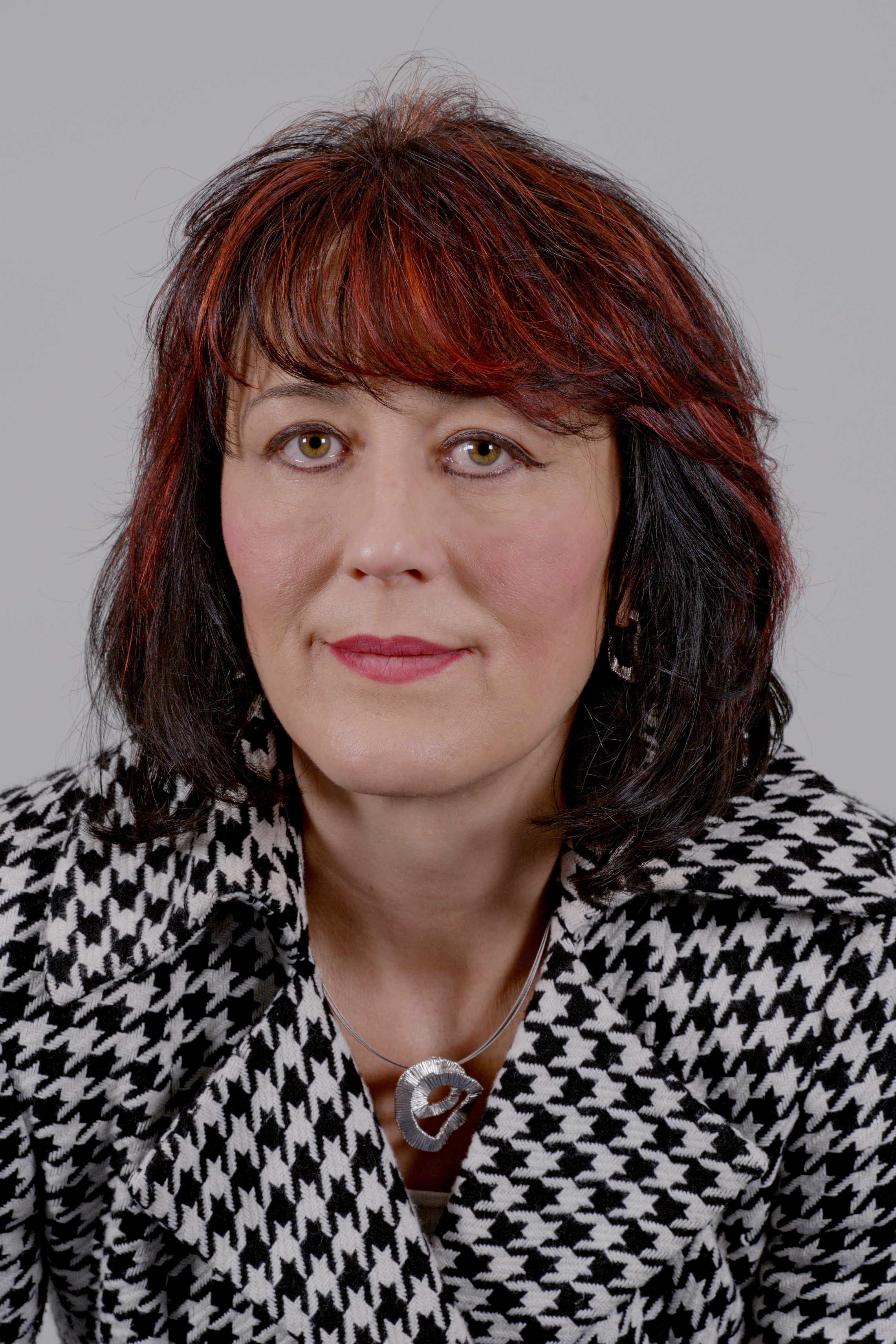
Eva Feußner (2012)

Eva Feußner (* 12. März 1963 in Naumburg als Eva Tischner) ist eine deutsche Politikerin (CDU). Sie war von 2021 bis 2025 Bildungsministerin des Landes Sachsen-Anhalt im Kabinett Haseloff III. Davor war sie von 2018 bis 2021 Staatssekretärin in demselben Ministerium. Sie war von 1994 bis 2018 und ist erneut seit 2021 Abgeordnete im Landtag von Sachsen-Anhalt.

## Leben und Beruf
Von 1969 bis 1977 besuchte sie die polytechnische Oberschule (POS) und anschließend von 1977 bis 1981 die erweiterte Oberschule (EOS), auf der sie ihr Abitur erwarb. Von 1981 bis 1985 studierte sie an der Pädagogischen Hochschule Erfurt und war anschließend als Lehrerin an der Sekundarschule in Eckartsberga tätig. Ihr Arbeitsverhältnis ruht seit 1999.
Eva Feußner ist katholisch, verheiratet und hat zwei Kinder.

## Politik und Partei
1990 trat sie in die CDU ein und war in den Ämtern als Ortsverbandsvorsitzende, Kreisvorstandsmitglied und seit 1994 auch als Stadträtin in Eckartsberga tätig.

## Abgeordnete
Seit Beginn der zweiten Wahlperiode (1994) war Feußner Mitglied des Landtages von Sachsen-Anhalt und dort seit 2002 stellvertretende Vorsitzende der CDU-Fraktion. Im Landtag war sie unter anderem Mitglied des Ausschusses für Bildung, Wissenschaft und Kultur. Nach ihrer Ernennung zur Staatssekretärin schied sie am 19. Februar 2018 aus dem Landtag aus. Bei der Landtagswahl in Sachsen-Anhalt 2021 erhielt sie erneut ein Direktmandat im Wahlkreis Querfurt.
Am 20. April 2017 berichtete Frank Jansen im Tagesspiegel unter der Überschrift CDU-Politikerin zeigt Verständnis für Neonazi-Attacken über Eva Feußner und ihre Positionierung bezüglich der Bedrohung des Grünen-Abgeordneten im Landtag von Magdeburg Sebastian Striegel und seiner Familie durch Neonazis.

## Staatssekretärin und Ministerin
Feußner wurde am 12. Februar 2018 als Nachfolgerin von Edwina Koch-Kupfer zur Staatssekretärin im Ministerium für Bildung des Landes Sachsen-Anhalt ernannt. Am 16. September 2021 trat sie als Nachfolgerin von Bildungsminister Marco Tullner in das Kabinett Haseloff III ein. Sie wurde auf Ersuchen der CDU am 29. Juni 2025 von Haseloff als Ministerin aufgrund anhaltender Kritik an ihrer Amtsführung auch aus der eigenen Partei entlassen. Der Ministerpräsident hatte ihr zuvor den freiwilligen Rücktritt nahegelegt, was Feußner ablehnte, da sie keinen Grund sähe, warum sie zurücktreten solle.
Ihr Nachfolger wurde Jan Riedel.

## Vereinsmitgliedschaften
Eva Feußner ist Mitglied in folgenden Vereinen:
- Mitglied in der Burgmannschaft zur Eckartsburg e. V.
- Förderverein des Gymnasiums Laucha
- Heimatverein Eckartsberga
- Beiratsmitglied in der Heimvolkshochschule des Caritasverbandes für das Bistum Magdeburg e. V.
- Konrad-Martin-Haus Bad Kösen
- Mitglied im Kneippkurverein Bad Bibra
- Vorsitzende des 1. Naumburger Kinderbetreuungswerkes e. V. – Träger einer Kindertagesstätte in Naumburg
- Kuratoriumsmitglied der Landeszentrale für politische Bildung Sachsen-Anhalt
- Kuratoriumsmitglied der Stiftung St. Marien im Kloster Helfta
- Beiratsmitglied der Stiftung „netzwerk leben“
- stellvertretendes stimmberechtigtes Mitglied im Lotto-Toto-Beirat
- Mitglied im Freundeskreis der Franckeschen Stiftungen e. V. Halle